# Keep Your Seats, Please
Keep Your Seats, Please è un film del 1936 diretto da Monty Banks.
Il film, con inserti cantati dai due protagonisti George Formby e Florence Desmond, è uno dei tanti adattamenti cinematografici del romanzo Le dodici sedie del 1928 scritto da Il'ja Il'f e Evgenij Petrov.
La pellicola segna l'esordio cinematografico della piccola Binkie Stuart, bimba prodigio considerata la risposta britannica alla celebre statunitense Shirley Temple.

## Trama
La ricca e anziana Georgina Withers, fa testamento dopo aver imbottito una delle sue particolari sedie con un tesoro di gioielli e preziosi.
Alla sua morte, all'apertura del testamento sono chiamati tutti i suoi numerosi parenti, compreso lo spiantato nipote George, che non ha nemmeno i soldi per pagare l'affitto della sua stanza. Intrufolatosi ugualmente all'insaputa della padrona di casa, vi ha trovato la giovane Florrie con la nipotina Binkie rimasta orfana. La donna è inseguita dai servizi sociali che vogliono toglierle la bambina. George aiuta Florrie a sottrarsi agli assistenti sociali e le chiede di aiutarlo per la questione del testamento.
Si scopre che l'anziana zia, stufa delle dispute tra i suoi avidi eredi, ha lasciato tutto in beneficenza, mettendo all'asta i suoi beni. L'avvocato Drayton trattiene George cui è indirizzata una lettera della zia. Nella stessa, la donna svela al nipote di aver lasciato solo a lui il suo "tesoro", nascosto in una delle sue sedie, da aggiudicarsi all'asta, così da non rendere nessuno edotto di questa volontà volta a premiare l'unico erede disinteressato alle sue fortune.
Chiesta assistenza allo stesso avvocato, George vede distrutta la sua lettera dal viscido Drayton che cerca così di battere sul tempo l'ingenuo giovane e appropriarsi del tesoro. Alla scena assiste però lo scaltro Max che quindi si offre subito di aiutare George per sconfiggere l'avvocato e assicurarsi una percentuale del provento.
Né George né l'avvocato riescono ad aggiudicarsi le sedie all'asta, ma poi parte la ricerca delle stesse nella speranza di arrivare primi a quella contenente il tesoro.
Dopo avventurosi inseguimenti e ritrovamenti si arriva alla sesta sedia senza aver trovato nulla. Si scopre quindi che il banditore aveva venduto una sedia fuori asta ad un marinaio, appena imbarcato su un bastimento diretto in Sud America. Accorsi al molo, il furbo Max si imbarca sulla nave che salpa, lasciando George e Florrie a terra. Sembra tutto perduto ma quando George, per poter sopravvivere, va ad impegnarsi la chitarrina, vede in vendita proprio una delle famose sedie. Il marinaio l'aveva impegnata prima di partire e ora, col ricavato della chitarrina e dei vestiti suoi e di Florrie, George può riscattarla e fare suo il tesoro.
George è ricco e può così sposare Florrie salvando anche Binkie dai servizi sociali.